# Galium divaricatum
Galium divaricatum là một loài thực vật có hoa trong họ Thiến thảo. Loài này được Pourr. ex Lam. mô tả khoa học đầu tiên năm 1788.

## Hình ảnh

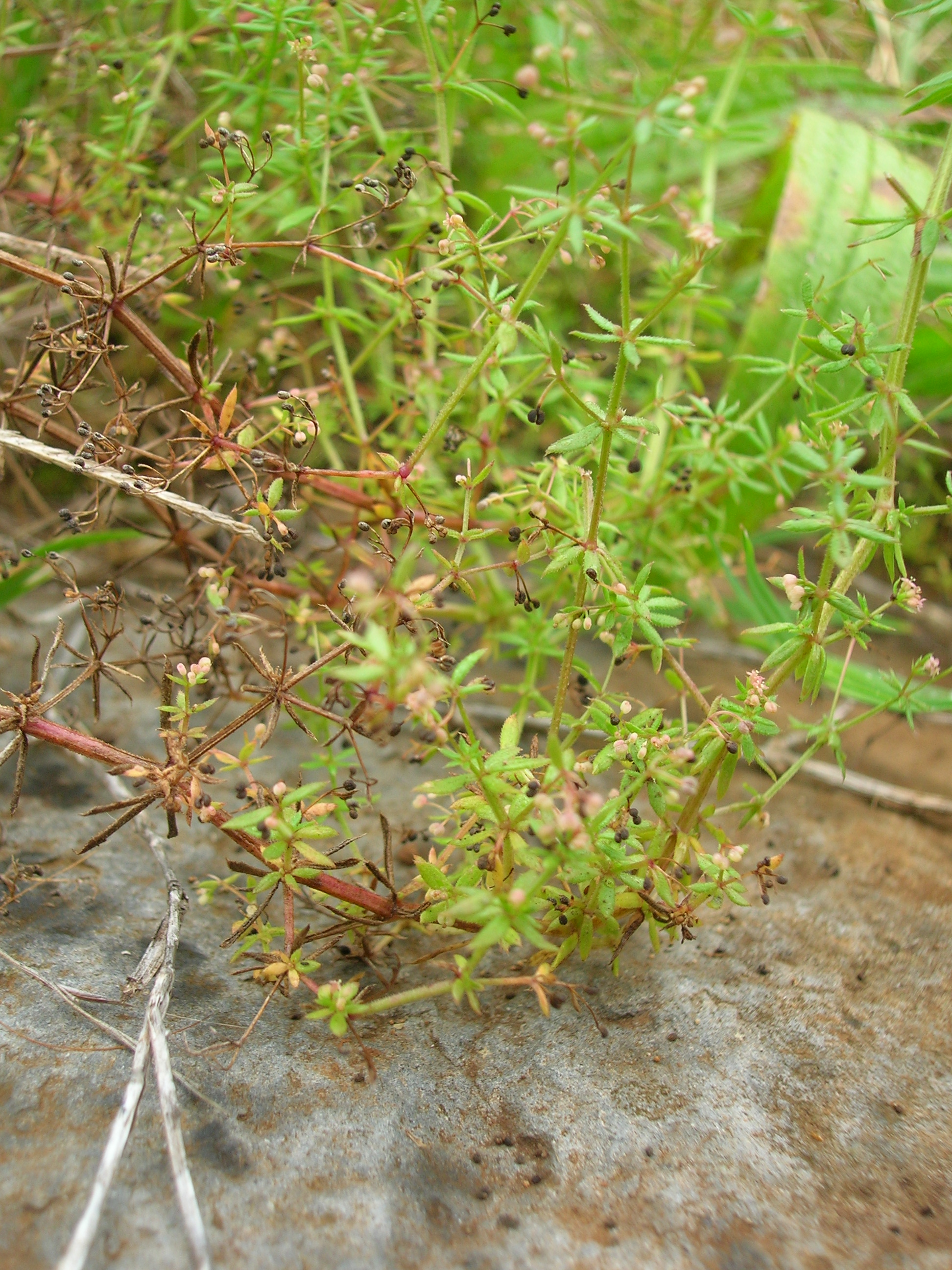
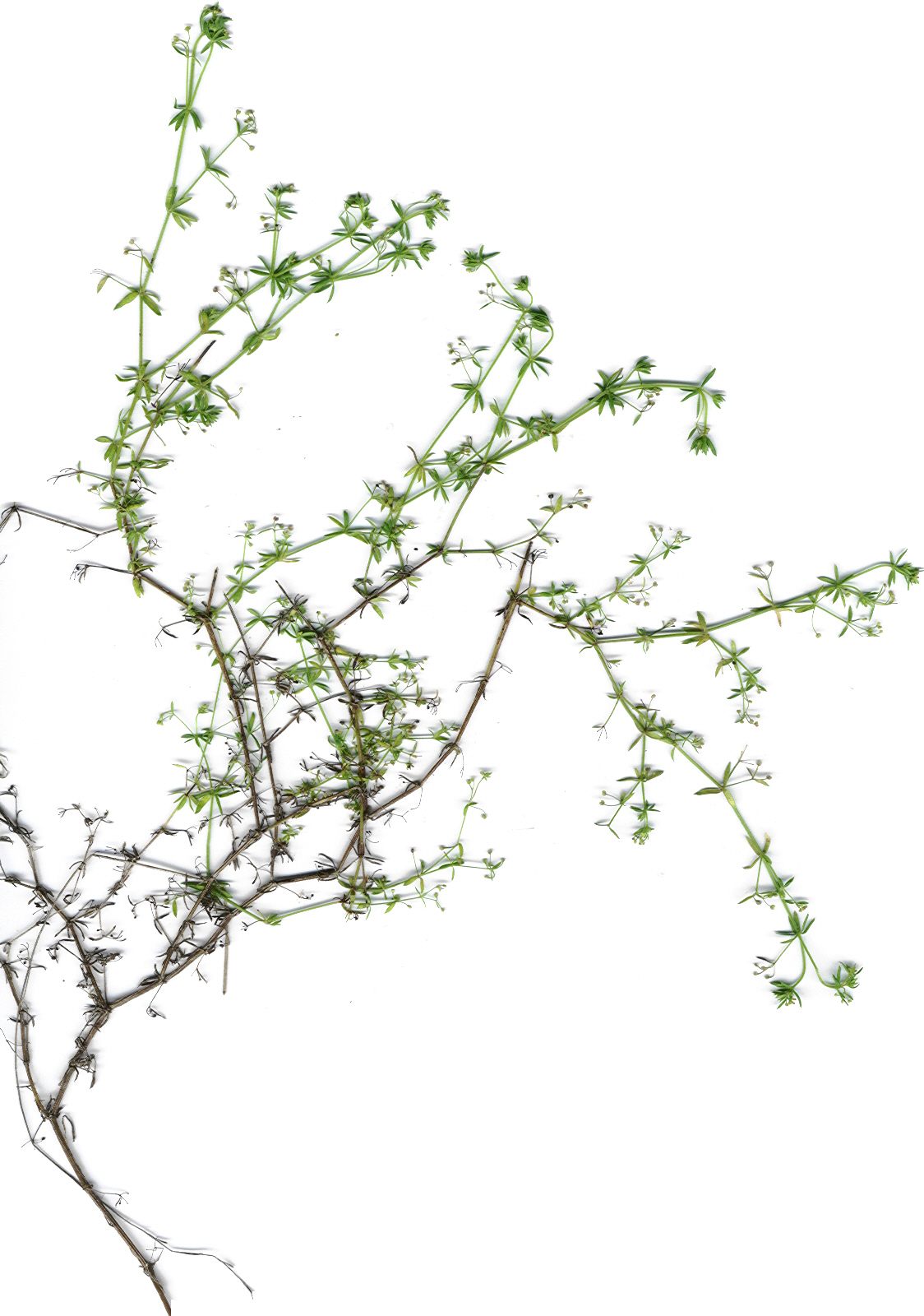
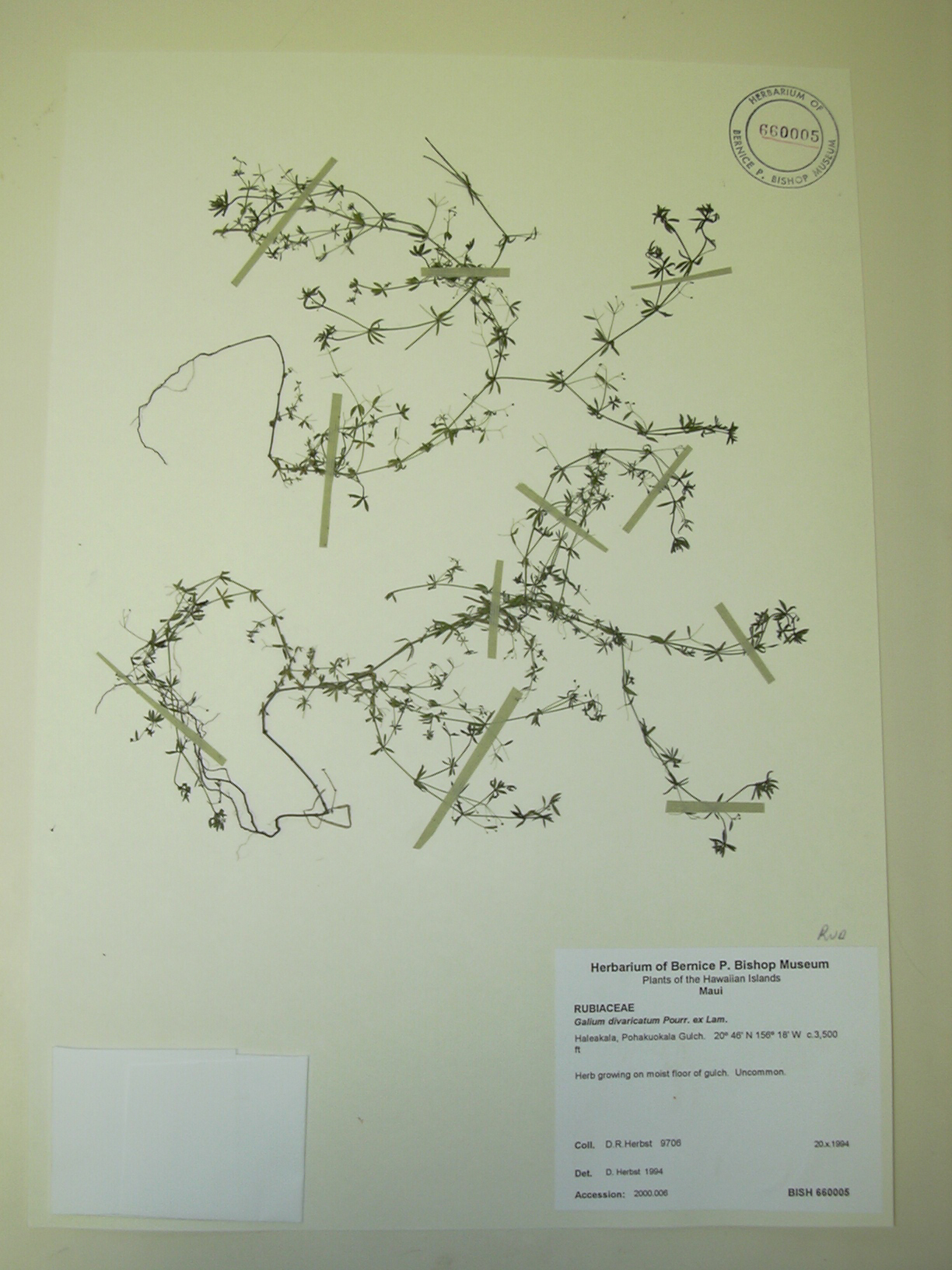
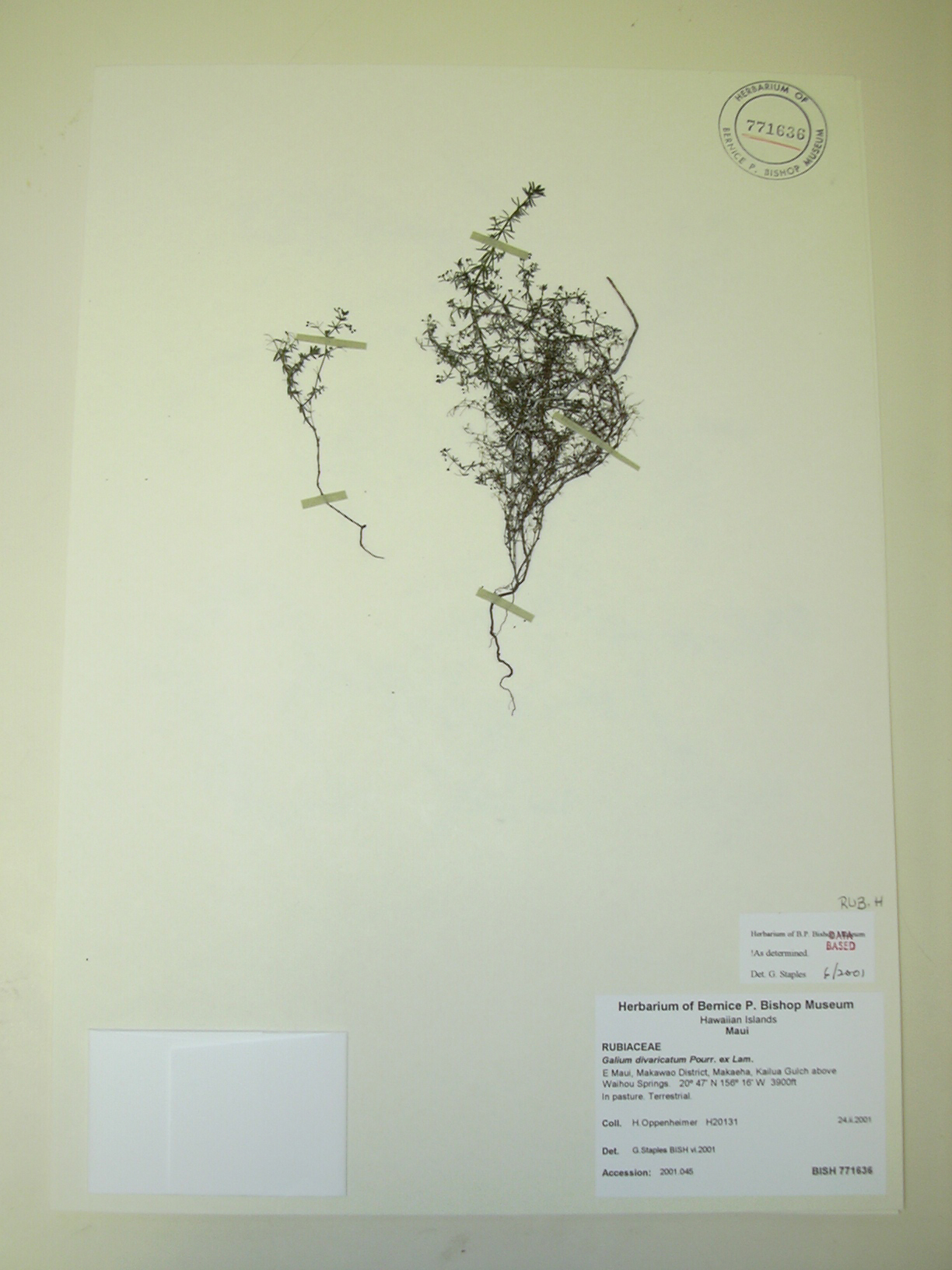